# Würth Elektronik Unternehmensgruppe
Die Würth Elektronik Gruppe (geführt von der Würth Elektronik GmbH & Co. KG, deren Komplementärin die Würth Elektronik Verwaltungs-GmbH mit Sitz in Künzelsau ist) wurde im baden-württembergischen Niedernhall gegründet. Sie ist Teil der familiengeführten Würth-Gruppe, die eigenen Angaben zufolge als der Weltmarktführer für Befestigungs- und Montagetechnik gilt. Den Grundstein legt Reinhold Würth 1971 mit einer Elektronik-Abteilung. Massives Wachstum führt 1976 zur Eintragung ins Handelsregister und damit zur eigenständigen Entwicklung des Unternehmens.
Würth Elektronik produziert und vertreibt elektronische Komponenten wie Leiterplatten, elektronische Bauteile, elektromechanische Elemente (z. B. Steckverbinder) und komplette Systembaugruppen. Die Kunden kommen zum großen Teil aus den Bereichen Industrieelektronik, Telekommunikation, Unterhaltungselektronik, Automotive, Luftfahrt, Medizintechnik, Sensorik und erneuerbare Energien.

## Geschichte
Der Start für die heutige Würth Elektronik Gruppe liegt im Jahr 1971: Innerhalb der Adolf Würth GmbH & Co. KG wird die Abteilung Würth Elektronik gegründet. Sie spezialisiert sich auf die Produktion von Leiterplatten für die Elektroindustrie.
Die Betriebsräume im baden-württembergischen Künzelsau werden schnell zu klein, so dass 1980 ein Leiterplattenwerk im nahegelegenen Niedernhall errichtet wird. Mit der Gründung der Asia Production im Jahr 2011 erweitern Leiterplatten aus Asien das Portfolio, um den kompletten Produktlebenszyklus abzudecken. Am Standort in Niedernhall entsteht 2016 das bei Inbetriebnahme modernste Leiterplattenwerk Europas.
1984 werden zwei zusätzliche Unternehmensbereiche gegründet: Elektromechanische Baugruppen (EMB) und Verbindungstechnik (VBT). Ein Team von acht Personen fertigt zunächst überwiegend Backplanes für die Telekommunikationsbranche.
Der Unternehmensbereich Elektromechanische Baugruppen (EMB) wird im Jahr 2000 in ICS (Intelligent Connecting Systems) umbenannt. Neben dem Backplane-Geschäft konzentriert sich das Unternehmen verstärkt auf die Produktbereiche Zentralelektriken und Powerboards.
Im Jahr 2007 entsteht daraus die Würth Elektronik ICS GmbH & Co. KG. als rechtlich selbständiges Unternehmen und forciert das Geschäft mit Zentralelektriken für Nutzfahrzeuge. Mit einem Neubau im Gewerbepark Niedernhall-Waldzimmern werden alle bisherigen Hohenloher Würth Elektronik ICS-Standorte zusammengelegt und neue Produktbereiche kommen hinzu.
Aus Würth Elektronik VBT wird im Jahr 2002 die Würth Elektronik eiSos GmbH & Co. KG. Das Unternehmen zieht in das komplett neu gestaltete Vertriebs- und Verwaltungsgebäude nach Waldenburg um und erweitert das Produktspektrum, unter anderem auf EMV-Komponenten und Induktivitäten, Übertrager und HF-Bauteile. Das Logistikzentrum wird 2016 erweitert, mit einer Lagerkapazität von 14.000 verschiedenen Artikeln.
Die Unternehmensgruppe wächst und expandiert kontinuierlich über Europa hinaus. Mit drei Geschäftsbereichen ist sie im Jahr 2023 auf verschiedenen Märkten und weltweit 23 Produktionsstandorten international aktiv. Mit der Produktion und dem Vertrieb von elektronischen Komponenten wie Leiterplatten, elektronischen Bauteilen, elektromechanischen Elementen und kompletten Systembaugruppen wird ein Umsatz von 1,24 Mrd. Euro erzielt.
Der Standort Schopfheim mit rund 300 Mitarbeitern wird im Sommer 2025 geschlossen.

## Unternehmensstruktur
Die Unternehmensgruppe besteht aus drei eigenständigen Bereichen mit unterschiedlichen Tätigkeitsschwerpunkten.

Altes Unternehmenslogo der Würth Elektronik Gruppe

Neues Unternehmenslogo seit dem Jahre 2022

- Würth Elektronik GmbH & Co. KG Circuit Board Technology
- Würth Elektronik eiSos GmbH & Co. KG
- Würth Elektronik ICS GmbH & Co. KG

### Leiterplatten
Der Unternehmensteil Würth Elektronik GmbH & Co. KG Circuit Board Technology entwickelt an den Standorten Niedernhall (Hauptsitz), Schopfheim und Rot am See Technologien, um unterschiedlichste Leiterplatten mit spezifischem Design für Kunden aus vielen Branchen, z. B. Industrie, Medizintechnik, Automotive und Aerospace zu fertigen.
Ein weiterer Standort befindet sich in Mysore, Indien. Darüber hinaus können Kunden über Würth Elektronik Leiterplatten von asiatischen Herstellern beziehen.
Unter dem Namen WEdirekt betreibt das Unternehmen einen Online-Shop für Leiterplatten und Schablonen.
Zum Produkt- und Servicesortiment gehören unter anderem:
- einseitige, doppelseitige, dehnbare, flexible, semiflexible und starrflexible sowie Multilayer-Leiterplatten
- High Density Interconnect (HDI)-Leiterplatten
- Leiterplatten mit eingebetteten aktiven oder passiven Bauteilen sowie gedruckten Widerständen, Potentiometern, Tastern, Schaltern und Sensoren
- Leiterplatten mit Maßnahmen zum Wärmemanagement, z. B. Heatsink
- Leiterplatten-Layout-Service mit Simulation und Verifikation
- Drahtbond-Service auf Leiterplatten
- Elektrische Testmethoden zur Absicherung der Zuverlässigkeit
- Advanced Solution Center für außergewöhnliche Leiterplattendesigns

### Elektronische und elektromechanische Bauelemente
Die Würth Elektronik eiSos GmbH & Co. KG mit Sitz in Waldenburg entwickelt, fertigt und vertreibt aktive, passive und elektromechanische Bauelemente für die Elektroindustrie.
Zum Produktsortiment gehören unter anderem:
- Kondensatoren: Aluminium-Kondensatoren, Folienkondensatoren, Keramikkondensatoren
- Widerstände: Metallplatten- und Dickschicht-Widerstände
- Quarze: Schwingquarze, Uhrenquarze
- Transformatoren
- LEDs
- Steckverbinder
- Sensoren und Funklösungen zur drahtlosen Datenübertragung

Produktionsstätten befinden sich in Thyrnau (Deutschland), Budweis (Tschechien), Belozem (Bulgarien), Shenyang, Fuling, Shenzhen, Huzhou (China), Singapur, Taichung (Taiwan) und Irapuato (Mexiko). Das Tochterunternehmen Würth Elektronik iBE GmbH (Thyrnau, Bayern) ist auf den Automobilbereich spezialisiert. Die US-Tochter Wurth Electronics Midcom Inc. in Watertown, South Dakota, entwickelt und produziert kundenspezifische Transformatoren. 2016 übernahm der Unternehmensbereich die Firma AMBER wireless GmbH, einen Spezialisten für industrielle IoT-Funkmodule.

### Intelligente Power- und Steuerungs-Systeme
Würth Elektronik ICS Intelligent Power & Control Systems (Hauptsitz in Niedernhall-Waldzimmern) entwickelt und produziert maßgeschneiderte elektronische und elektromechanische Lösungen. Die Kunden stammen vor allem aus den Branchen Land- und Baumaschinen sowie Nutzfahrzeuge und finden bei Würth Elektronik ICS:
- Systeme zur Stromverteilung: Zentralelektriken und Powerboards, Sicherungs- und Relaisboxen sowie elektronische Stromverteiler
- Elektronische Steuerungen
- HMI-Lösungen (Displays und Anzeigenmodule)
- Hochvolt-Lösungen
- Leiterplatten-Bauteile: Hochstromkontakte und SKEDD-Steckverbinderlösungen

Weitere Niederlassungen des Unternehmens befinden sich in USA (Miamisburg), Frankreich, Großbritannien, Italien und Indien.

## Technologiepartnerschaft in der Formel E

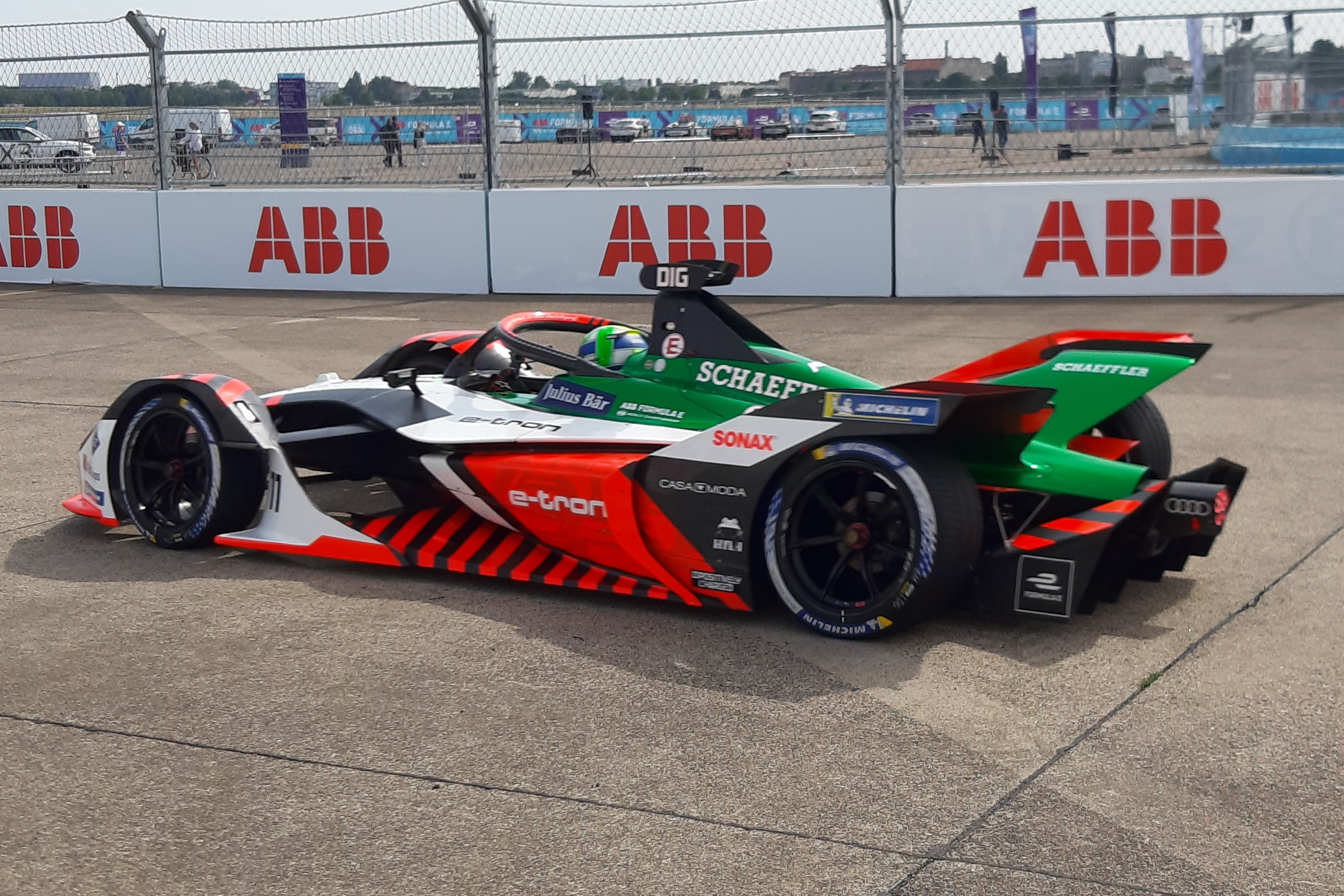
Lucas di Grassi als Fahrer des Rennstalls Audi Sport ABT Schaeffler beim Berlin ePrix 2021

Mit dem offiziellen Start der FIA-Formel-E-Meisterschaft, einer Rennserie für Formelwagen mit Elektromotor, in der Debüt-Saison 2014/15 engagierte sich Würth Elektronik im Rahmen einer Technologiepartnerschaft mit dem Rennstall ABT Sportsline aus Kempten.
Die technologische Kooperation hatte für den Elektronikhersteller das Ziel, als „Härtetest für die Elektronik“ zu dienen und „wertvollen Input für die Entwicklung elektronischer Bauelemente“ zu liefern – beispielsweise in den Bereichen Wärmemanagement und Energieeffizienz.
Mit dem Ende der siebten Saison 2020/21 zog sich der Hersteller aus der Formel E zurück.

## Belege
1. ↑  https://www.northdata.de/W%C3%BCrth+Elektronik+Verwaltungs-GmbH,+K%C3%BCnzelsau/Amtsgericht+Stuttgart+HRB+590794
2. 1 2  Eigendarstellung der Würth Elektronik Unternehmensgruppe mit vorläufigen Unternehmenszahlen für das Jahr 2024
3. ↑  https://www.northdata.de/W%C3%BCrth+Elektronik+Verwaltungs-GmbH,+K%C3%BCnzelsau/Amtsgericht+Stuttgart+HRB+590794
4. ↑  Würth Gruppe: Unternehmen. Abgerufen am 20. Februar 2024.
5. ↑  Würth Elektronik: Wie alles begann. Die 1970er und 1980er Jahre. Abgerufen am 30. August 2023.
6. ↑  Würth Elektronik: Paukenschlag auf Paukenschlag. Auf ins neue Jahrtausend. Abgerufen am 30. August 2023.
7. ↑  Würth Elektronik: Angewurzelt und Ableger gebildet. Die 1990er Jahre. Abgerufen am 30. August 2023.
8. ↑  Würth Elektronik: Internationalisierung, Innovation und Digitalisierung. WE startet in die 2010er. Abgerufen am 30. August 2023.
9. ↑  Vanessa Amann: Würth Elektronik schließt sein Werk in Schopfheim. Südwestrundfunk, 7. Oktober 2024, abgerufen am 8. Oktober 2024.
10. ↑  WEdirekt
11. ↑  Produktionsstandorte des Bereichs Elektronische und Elektromechanische Bauteile
12. ↑  Produktionsstandorte des Bereichs Automotive
13. ↑  Würth Elektronik eiSos übernimmt AMBER wireless GmbH. Würth Elektronik, abgerufen am 6. Februar 2018 (englisch).
14. ↑  Website verwendet wechselnd die deutsche oder englische Bezeichnung
15. ↑  Firmierung des Unternehmensbereichs im Handelsregister laut Impressum einer separaten Website immer noch Würth Elektronik ICS GmbH & Co. KG
16. ↑  Würth Elektronik eiSos auf Wachstumskurs
17. ↑  Würth beendet Zusammenarbeit mit Audi-Formel-E-Team